# Fehéregyháza község
Fehéregyháza község (románul: Comuna Albești) község Maros megyében, Romániában. Központja Fehéregyháza, beosztott falvai Alsóbún, Barlabástanya, Bún, Határpatak, Oláhzsákod, Sárpatak, Sárpataki völgy, Sárpataki út.

## Népessége
A 2011-es népszámlálás adatai alapján a község népessége 5345 fő volt.